# Saint-Fréjoux
Saint-Fréjoux – miejscowość i gmina we Francji, w regionie Nowa Akwitania, w departamencie Corrèze.
Według danych na rok 1990 gminę zamieszkiwały 283 osoby, a gęstość zaludnienia wynosiła 11 osób/km² (wśród 747 gmin Limousin Saint-Fréjoux plasuje się na 366. miejscu pod względem liczby ludności, natomiast pod względem powierzchni na miejscu 224.).